# دورنير دو 11
دورنير دو 11  (بالإنجليزية: Dornier Do 11)‏ هي قاذفة قنابل أنتجت في ألمانيا. من صناعة دورنير للطائرات. كان أول طيران لها في 7 مايو 1932. دخلت الخدمة في 1932، صنع منها 372 طائرة.